# Isac
Isac – rzeka we Francji, przepływająca przez teren departamentu Loara Atlantycka, o długości 69,3 km. Stanowi lewy dopływ rzeki Vilaine.